# RCA Mark II Sound Synthesizer

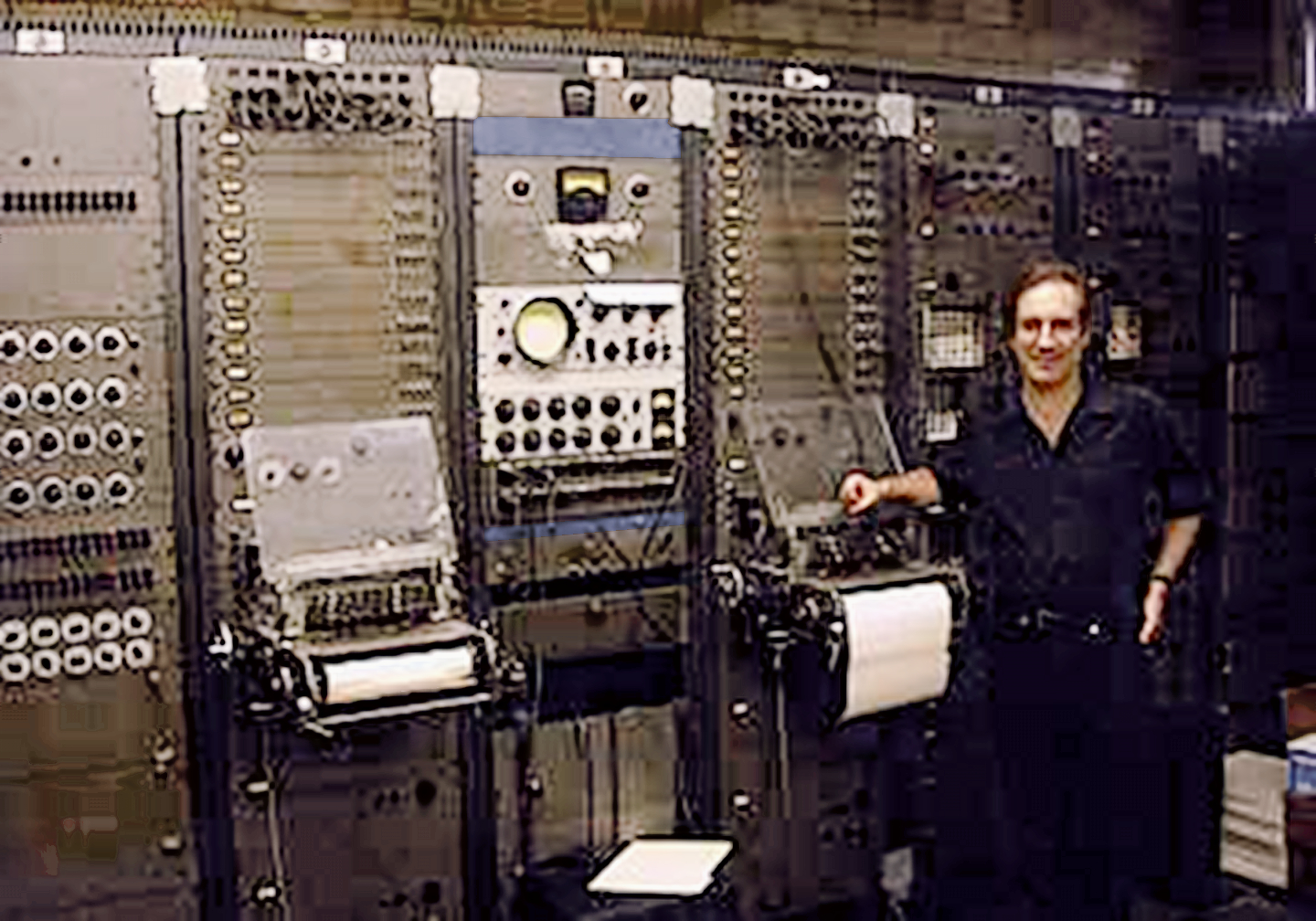
RCA Mark II

Синтезатор звуку RCA Mark II (на прізвисько Віктор) був першим програмованим електронним синтезатором та флагманським обладнанням в Центрі електронної музики Колумбія-Прінстон . Розроблений Гербертом Беларом та Гаррі Олсоном у RCA, він був встановлений у Колумбійському університеті в 1957 році. Синтезатор складався із масиву взаємопов'язаних компонентів синтезу звуку і займав цілу кімнату. Дизайн значною мірою розробили композитор Володимир Усачевський та інженер Пітер Маузей. Mark II надавав користувачеві більшу гнучкість і мав вдвічі менші тонові генератори, ніж його попередник, Mark I. Створення синтезатора фінансувалося за рахунок великого гранту Фонду Рокфеллера.
RCA поєднував різноманітну електронну генерацію звуку з музичним секвенсером, що надзвичайно приваблювало композиторів того часу, багатьох з яких набридло створювати електронні твори, зрощуючи окремі звуки, записані на ділянках магнітної стрічки. RCA Mark II оснащений повністю автоматизованим двійковим секвенсором з використанням пристрою для зчитування з паперової стрічки, подібно до піаноли, що надсилає інструкції синтезатору і автоматизує процес відтворення музики.. Звук синтезатора можна було записати на звукозаписний пристрій, порівняти із записом на перфокарті, і повторювати процес до отримання бажаних результатів.
Особливості секвенсора RCA особливо приваблювали композиторів модерного спрямування. RCA сприяв можливостям експериментувати з ритмами, які було неможливо реалізувати на акустичних інструментах. Альбом із зображенням інструменту та його можливостями був виданий RCA (LM-1922) у 1955 р.
Синтезатор мав чотириголосну змінну поліфонію (на додаток до дванадцяти осциляторів із фіксованим тоном та джерела білого шуму). Проте налаштування синтезатора вимагало значних зусиль пов'язаних з комутуванням аналогових схем, тому, за невеликими винятками, єдиними людьми, які вміли користуватися машиною, були конструктори в RCA та інженерни університету, що опікувались цією машиною. Серед композиторів, що писали твори на RCA — Мілтон Беббіт («Vision and Prayer», «Philomel»), Чарльз Вуорінен («Time's Encomium»). Останнім композитором, який користувався цим синтезатором, був Р. Люк Дюбуа, який використав його для 32-ї п'єси в альбомі «Джунглі» гурту Freight Elevator Quartet у 1997 році.

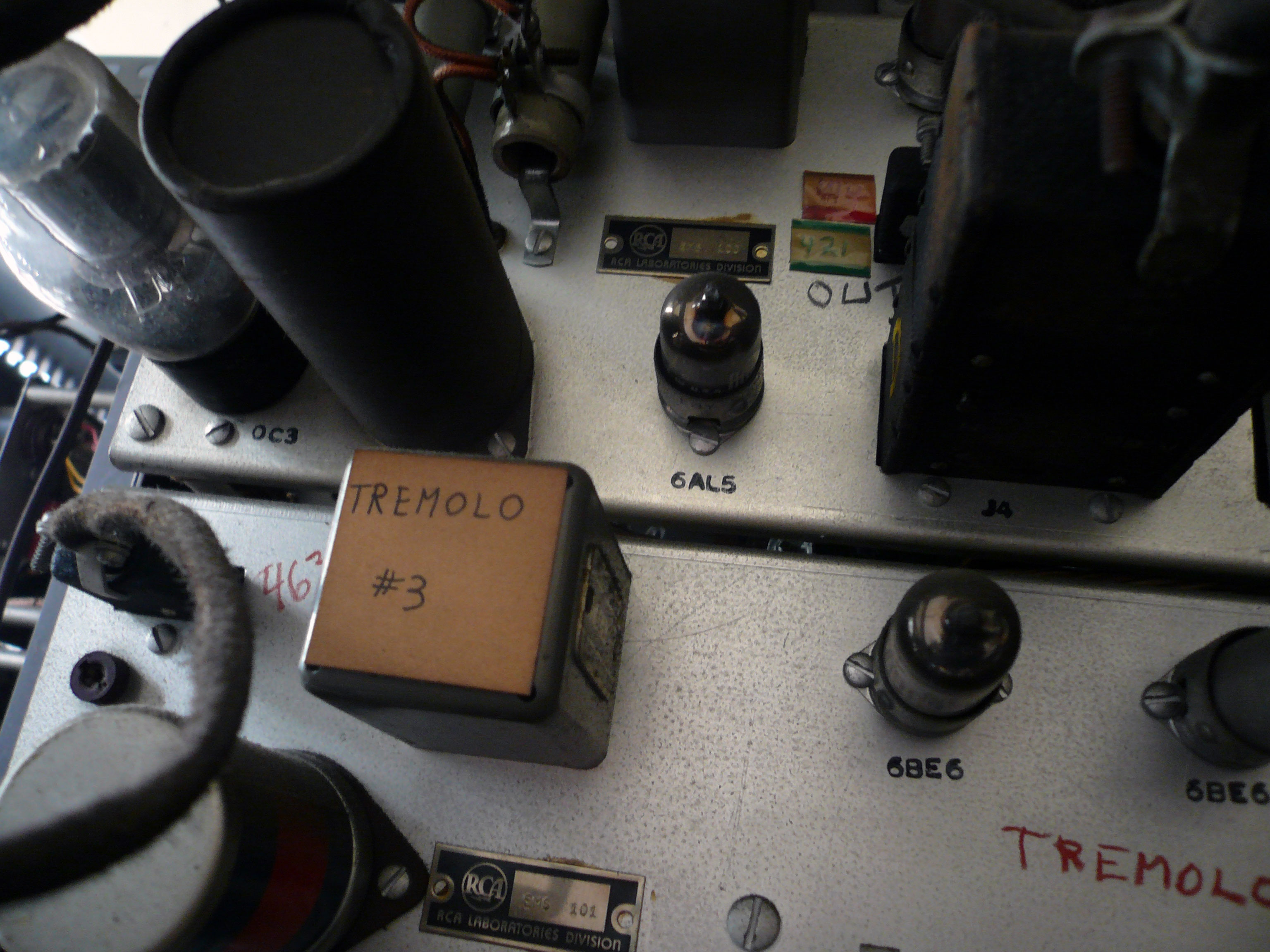
RCA Mark II в Колумбійському центрі комп'ютерної музики великим планом